# Schneider (Weberknechte)
Die Schneider (Phalangiidae) sind eine Familie der Ordnung der Weberknechte (Opiliones). In Mitteleuropa ist sie mit etwa 33 Arten vertreten, weltweit wurden bisher etwa 420 Arten beschrieben.

## Merkmale
Die Arten der Familie erreichen eine Körperlänge von gut 2 bis 12 Millimetern, meist um die 5 Millimeter, jeweils ohne Beine gemessen. Die bei manchen Vertretern auffällig und extrem langen Beine des (längsten) zweiten Beinpaars sind 10 bis 55 Millimeter lang. Ihr Körper ist auf der Oberseite (Dorsalseite) meist weich mit lederartiger Kutikula, bei den meisten Arten ganz ohne hart sklerotisierte Sklerite. Ist ein sklerotisiertes Scutum vorhanden, ist es als gegliedertes Scutum parvum entwickelt. Phalangiidae sind in der Grundfarbe hell- bis dunkelbraun oder grau gefärbt, meist mit markant hellerer Bauch (Ventral-)Seite. Manche Arten sind grünlich getönt oder weiß gezeichnet. Charakteristisch für viele Arten ist eine dunkle sattelförmige Zeichnung, manchmal mit hellem Mittelband, die sich vom Vorderrand bis zum fünften Segment des Opisthosoma, selten darüber hinaus nach hinten, erstreckt. Der Augenhügel (Okularium), der die beiden großen Augen trägt, ist meist deutlich ausgebildet, er besitzt auf der Oberseite fast immer eine Gruppe von Dornen oder Tuberkeln. Auch der Vorderrand des Prosoma trägt oft solche Tuberkel, vielfach eine Gruppe von drei Dornen. Die Stigmen auf der Unterseite sind nicht durch einen gitterartigen Deckel geschützt (wichtiger Unterschied zu den Neopillionidae und Monoscutidae, die in der Gestalt sehr ähnlich sein können).
Die Cheliceren sind bei einigen Gattungen nur bei den Männchen auffallend verlängert. Ihr Grundglied besitzt auf der Unterseite bei der Unterfamilie Oligolophinae einen nach vorn (distad) gerichteten zahnartigen Vorsprung, der bei den Phalangiinae fehlt. Die langen Pedipalpen sind groß und kräftig, beinahe laufbeinartig entwickelt. Sie besitzen am Ende eine funktionsfähige Klaue. Diese ist auf der Unterseite glatt und nicht kammartig eingeschnitten (wichtiges Unterscheidungsmerkmal zu den Sclerosomatidae), bei wenigen Gattungen wie bei der afrikanischen Odontobunus oder der amerikanischen Leptobunus sind aber angedeutete Zähnchen vorhanden. Die vier Laufbeinpaare besitzen lange, zylindrische Glieder, manchmal sind sie im Querschnitt fünf- oder sechseckig. Entlang der Kanten sind immer Reihen von Dörnchen und/oder Setae vorhanden, lediglich die auf der Unterseite des Körpers liegenden Coxae sind glatt ohne Dörnchen und spärlich behaart. Die Tibien besitzen als charakteristisches Merkmal zusätzliche (akzessorische) Stigmen des Tracheensystems, eins nahe der Basis und eins im Spitzenteil.
Am männlichen Begattungsorgan (Penis) ist der Glans genannte Spitzenteil gegenüber dem langgestreckten Basalteil (Truncus) in einer deutlichen Gelenkzone spitz- bis rechtwinklig nach dorsal (oben) abgewinkelt. An deren Spitze (distal) ist ein abgesetzter Stylus vorhanden. Der Ovipositor der Weibchen ist, wie bei den verwandten Familien, lang, oft mehrfach körperlang, er ist in zahlreiche gegeneinander bewegliche Ringe gegliedert, die in der Regel je eine ringförmige Borstenreihe tragen. Die Spitze ist in eine zweigeteilte Furca ausgezogen.

## Taxonomie und Systematik
Die Phalangiidae gehören innerhalb der Weberknechte in die Unterordnung Eupnoi und dort in die große Überfamilie Phalangioidea (die alle rezenten Eupnoi mit Ausnahme der zwei Arten der  Caddoidea umfasst). Ihre Stellung war lange Zeit ungeklärt, vermutlich ist Schwestergruppe eine Klade aus den Familien Sclerosomatidae und Protolophidae zusammengenommen. Noch ungeklärt ist die Stellung der nur wenige Arten umfassenden Unterfamilie Gyinae (verbreitete Falschschreibung Gyantinae), die einige Bearbeiter innerhalb der Phalangiidae verorten, während andere sie den Sclerosomatidae zugeschrieben haben. Im World Catalogue of Opiliones (Stand April 2022), dem hier gefolgt wird, werden sie den Sclerosomatidae zugeordnet.
Die Familie wurde früher weiter abgegrenzt, so noch in der Bearbeitung der mitteleuropäischen Arten bei Martens 1978 oder in der Bearbeitung der Spinnentiere in der Stresemann Exkursionsfauna (9. Auflage) durch Manfred Moritz. Die Unterfamilien Sclerosomatinae, Leiobuninae, Gagrellinae wurden in eine eigene Familie Sclerosomatidae ausgegliedert.
Die Familie wird in die folgenden Unterfamilien gegliedert
- Unterfamilie Oligolophinae Banks, 1893. (46 Arten in 7 Gattungen) Holarktis, Mannigfaltigkeitszentrum im westlichen Europa.
- Unterfamilie Opilioninae Koch, 1839. (100 Arten in 10 Gattungen) Paläarktis, wenige Arten im kontinentalen Südost-Asien (Orientalis)
- Unterfamilie Phalangiinae Latreille, 1802. (217 Arten in 26 Gattungen) Paläarktis, Mannigfaltigkeitszentrum in der Mittelmeerregion. In Nordamerika einige eingeschleppte Arten.
- Unterfamilie Platybuninae Staręga, 1976. (45 Arten in 9 Gattungen) Zentral- und Südost-Europa, Kleinasien, östlich bis zum Kaukasus.

Die Stellung einiger Gattungen, darunter der auch in Mitteleuropa verbreiteten Amilenus und Dicranopalpus innerhalb der Phalangiidae ist ungeklärt (incertae sedis).
In Mitteleuropa sind 33 Arten vertreten, in Deutschland sind es 23, in Österreich 22.
Gattungen mit Vertretern in Mitteleuropa sind:
- Amilenus mit der einzigen Art Amilenus aurantiacus (Simon, 1881), „Höhlenlangbein“.
- Dasylobus (18 Arten, 2 in Mitteleuropa)
- Dicranopalpus (12 Arten, 2 in Mitteleuropa)
- Egaenus (15 Arten, 1 in Mitteleuropa)
- Lacinius (11 Arten, 3 in Mitteleuropa)
- Lophopilio mit der einzigen Art Lophopilio palpinalis (Herbst, 1799), „Kleiner Dreizack“
- Megabunus (8 Arten, 4 in Mitteleuropa)
- Metaphalangium (14 Arten, 1 randlich in Mitteleuropa: Slowenien)
- Metaplatybunus (8 Arten, 1 randlich in Mitteleuropa: Slowenien)
- Mitopus (7 Arten, 2 in Mitteleuropa)
- Odiellus (20 Arten, 2 in Mitteleuropa)
- Oligolophus (3 Arten, 2 in Mitteleuropa)
- Opilio (35 Arten, 6 in Mitteleuropa)
- Paroligolophus (3 Arten, 1 in Mitteleuropa)
- Phalangium (38 Arten, 1 in Mitteleuropa: Phalangium opilio Linnaeus, 1758)
- Platybunus (16 Arten, 3 in Mitteleuropa)
- Rilaena (21 Arten, 1 in Mitteleuropa)
- Zachaeus (auch Zacheus geschrieben) (12 Arten, 1 in Mitteleuropa)

## Zum Namen
Für die Familie Phalangiidae werden manchmal die deutschen Bezeichnungen Schneider oder Echte Weberknechte verwendet. Der Name „Schneider“ ist ursprünglich eine volkstümliche Bezeichnung für verschiedene Insekten und Spinnentiere mit sehr langen Beinen und kann sich neben allen Weberknechten auch auf andere langbeinige Arthropoden, oft auf Schnaken, beziehen. Der Name Phalangiidae ist, über die Typgattung Phalangium, abgeleitet von griechisch phalangion, übersetzt lateinisch phalangium (auch phalangius, phalangus, sphalangius). Der Name ist bei verschiedenen antiken Autoren wie Aristoteles, Xenophon oder Plinius überliefert. Nach der Beschreibung handelt es sich um eine giftige Spinne (ungiftige Spinnen wurden hingegen arachne genannt, vgl. Arachne), Plinius unterscheidet so phalangium und araneus. Einige Autoren identifizieren phalangion mit den giftigen Arten der Spinnengattung Latrodectus, Otto Taschenberg vermutete hingegen eine Zecke. Warum Carl von Linné den Namen auf die Weberknechte übertragen hat, ist nicht bekannt.